# Fischessérite
La fischessérite est un minéral de formule chimique Ag3AuSe2 nommé en l'honneur de Raymond Fischesser. Elle est aussi appelée séléniure d'argent et d'or.